# Diapetimorpha leucopygus
Diapetimorpha leucopygus är en stekelart som först beskrevs av Taschenberg 1876.  Diapetimorpha leucopygus ingår i släktet Diapetimorpha och familjen brokparasitsteklar. Inga underarter finns listade i Catalogue of Life.